# Sörényes lúd
A sörényes lúd (Chenonetta jubata) egy közepes méretű ausztrál díszmadár, amely a lúdalakúak (Anseriformes) rendjébe, ezen belül a récefélék (Anatidae) családjába tartozó Chenonetta nem egyetlen faja.

## Előfordulása
Ausztrália keleti és délnyugati részének, valamint Tasmania folyói mentén illetve nedves rétjein előforduló faj. Kóborlásai során eljut Új-Zélandra és  Pápua Új-Guineára is.

## Életmódja
Többnyire párokban vagy kis csapatokban szeret tartózkodni.
Annak ellenére, hogy jól úszó faj, a többi récétől eltérően viszonylag ritkán tartózkodik a vízben.
Növényevő faj, többnyire vízinövényeket, magvakat fogyaszt vagy a nedvesebb területeken füvet legel.

## Megjelenése
Testhossza 45-50 centiméter. A hím madárnak barna feje és foltos szürkésfehér melle van. Hátának tollazata feketén csíkozott. Hasa, farka és csőre fekete, szárnyai szürkék, lábai sötétszürkék.A tojónak világosbarna feje és barnásszürke teste van. Szeme felett és alatt két fehér csík látható.A fiatal madarak színezete a tojóra emlékeztet.

## Szaporodása
Párzási időszaka szeptembertől novemberig tart. Fészekalja 8-12 krémszínű tojásból áll, melyen 28 napig kotlik. A fiókák fészekben tartózkodási ideje a kikelés után 57 nap.

## Képek

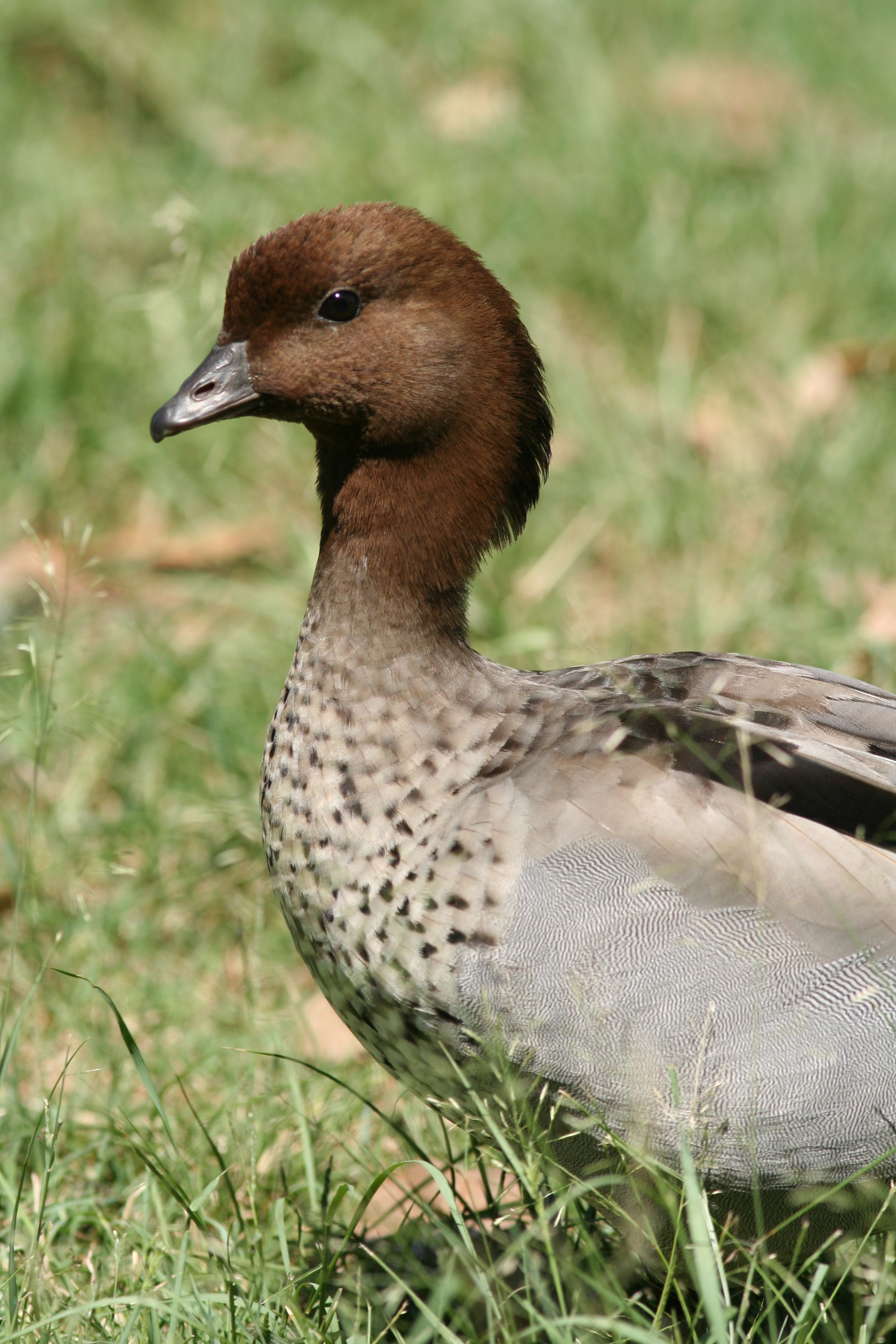
Hím sörényes lúd (Chenonetta jubata)
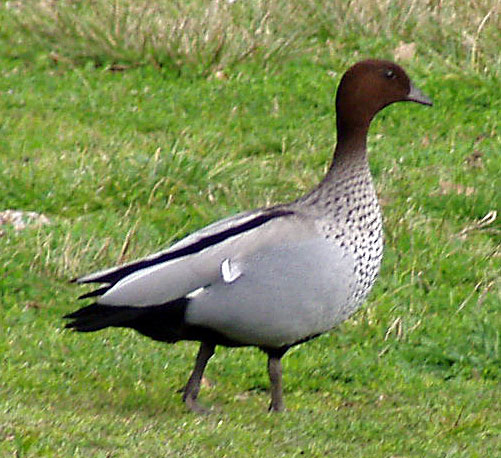
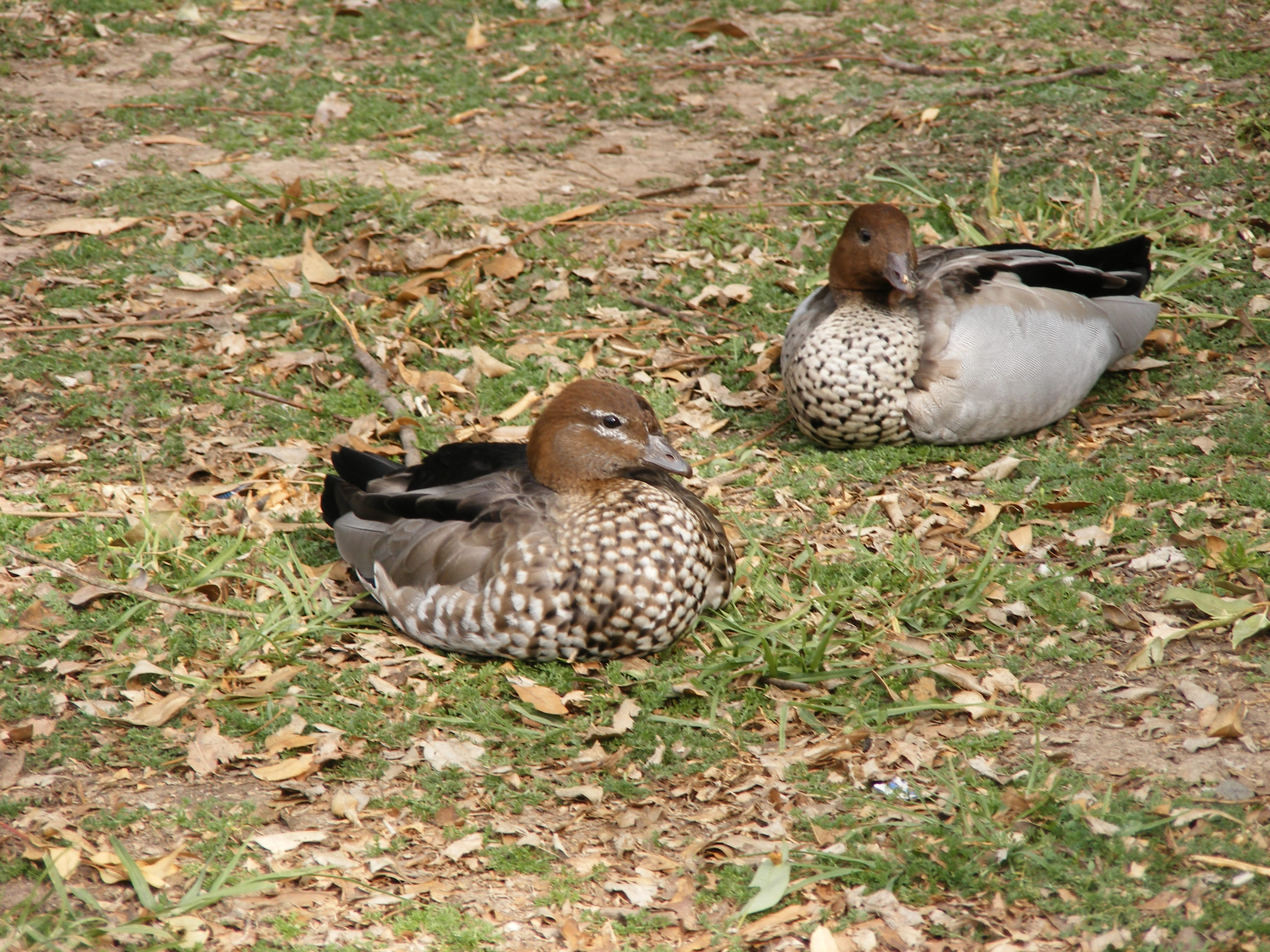
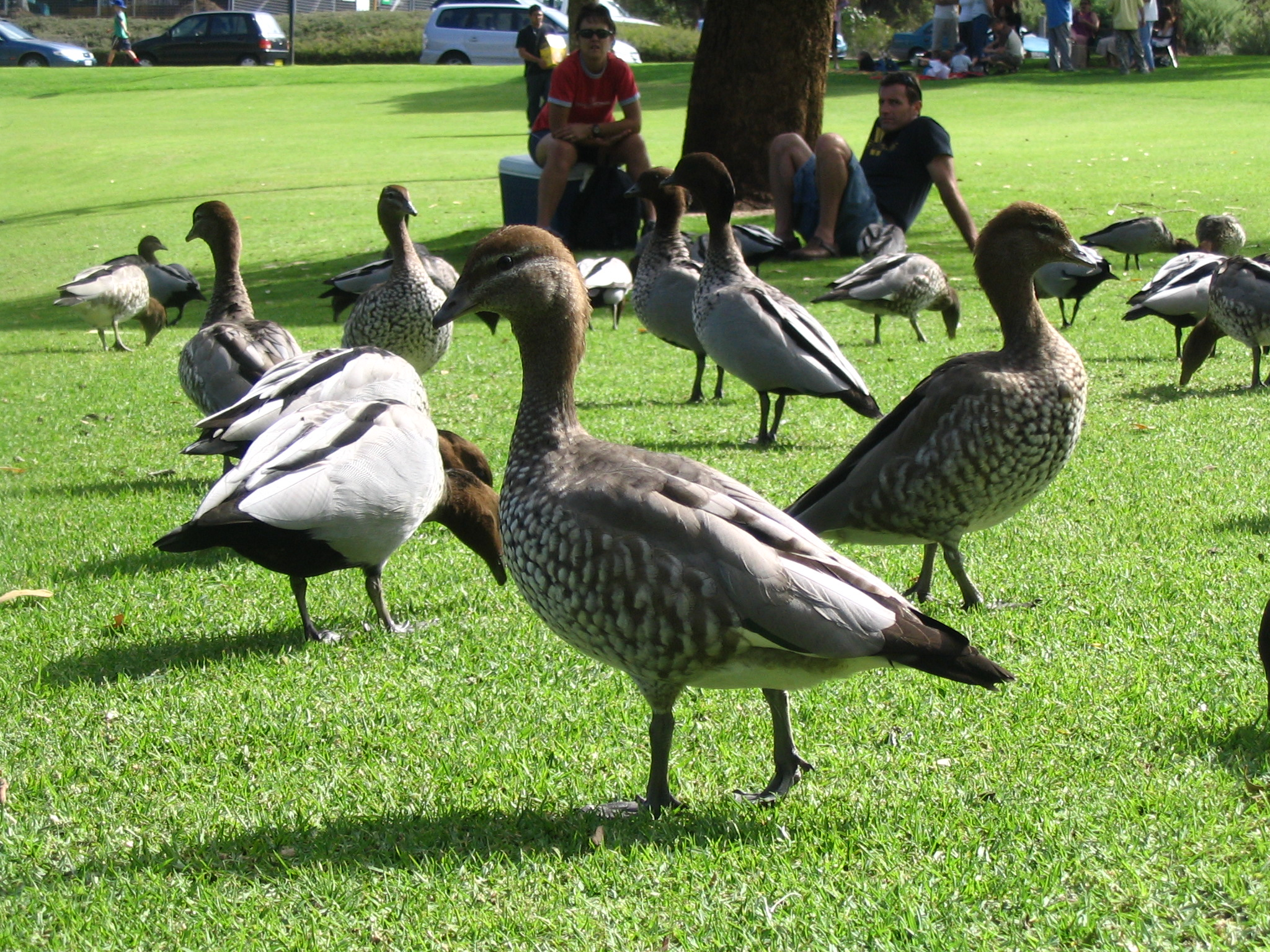
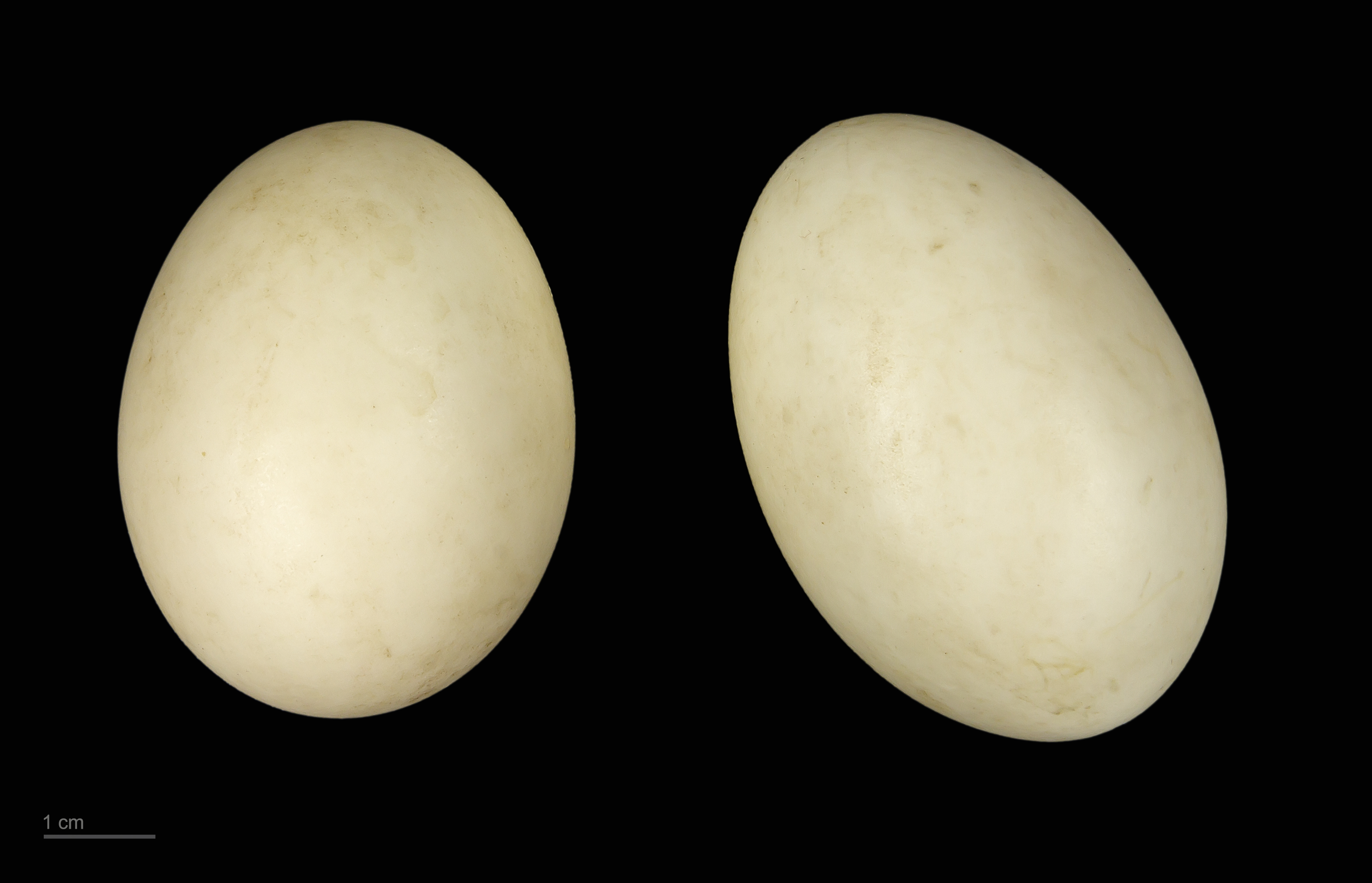
Tojásának múzeumi mintája